# Darren McBrearty
Darren McBrearty (ur. 8 marca 1991) – irlandzki lekkoatleta specjalizujący się w biegach średnich.
W 2010 bez powodzenia startował w mistrzostwach świata juniorów. Sezon 2010 zakończył zajęciem odległej pozycji w biegu juniorów na mistrzostwach Europy w biegach przełajowych. Srebrny medalista mistrzostw Irlandii w biegu na 800 metrów (2010). Dotarł do półfinału podczas halowego czempionatu Starego Kontynentu w 2011
Rekordy życiowe w bieg na 800 metrów: stadion – 1:47,79 (4 czerwca 2011, Ratyzbona); hala – 1:47,87 (1 lutego 2011, Wiedeń). 

## Osiągnięcia
| Rok  | Impreza                               | Miejsce   | Konkurencja           | Lokata      | Wynik   |
| ---- | ------------------------------------- | --------- | --------------------- | ----------- | ------- |
| 2010 | Mistrzostwa świata juniorów           | Moncton   | bieg na 800 m         | eliminacje  | 1:51,41 |
| 2010 | Mistrzostwa świata juniorów           | Moncton   | bieg na 1500 m        | eliminacje  | 3:52,62 |
| 2010 | Mistrzostwa Europy w biegu na przełaj | Albufeira | bieg juniorów na 6 km | 74. miejsce | 19:38   |
| 2011 | Halowe mistrzostwa Europy             | Paryż     | bieg na 800 m         | półfinał    | 1:49,78 |